# Vicente Garcés Sanruperto
Vicente Garcés Sanruperto (Alcácer, 1943 - Valencia, 2007) fue un neurocirujano y sindicalista español. Fue secretario general de la Confederación Estatal de Sindicatos Médicos (CESM) entre 1989 y 1996.
Se licenció en medicina por la Universidad de Valencia en el curso 1968-1969. Después de dos años como profesor Ayudante de la cátedra de Anatomía de la Facultad de Medicina de la misma universidad (1969-1971), se especializó en neurocirugía y obtuvo su doctorado en 1972. Realizó trabajos de investigación sobre la «Irradiación hipofisiaria con rayos ultravioletas» con los que estudió los efectos de estos rayos sobre el círculo neuroendocrino.
Después de unos años en Madrid, trabajó en el servicio de neurocirugía del hospital de La Fe de Valencia en 1975 y llegó a ser miembro fundador de la Sociedad de Neurocirugía de Levante y socio de la Sociedad Luso-Española de esta especialidad.
En 1982 comenzó su actividad sindicalista afiliándose en el Sindicato Médico Independiente de Valencia (actual CESM-CV), del cual formó parte del comité ejecutivo tres años después y ocupó su secretaría general en junio de 1989. En el año  1996 regresó a Valencia, donde contaría trabajando en el servicio de neurocirugía de La Fe. Fue nombrado presidente de honor del sindicato médico de Valencia. Falleció el 29 de enero de 2007, a los 63 años, en Valencia tras una larga enfermedad.